# Фехтование
Фехтова́ние (от нем. fechten — «сражаться, бороться»; англ. fight — «сражаться») — система приёмов владения ручным холодным оружием в рукопашном бою, нанесения и отражения ударов и уколов.
Также фехтованием называют и сам процесс боя с использованием ручного холодного оружия (как реальный, так и учебно-тренировочный, спортивный, исторический, сценический).

Фехтование есть искусство наносить уколы, не получая их. Необходимость ударить противника, избегая его ударов, что делает искусство фехтования чрезвычайно сложным, ибо к глазу, который видит и предупреждает, к рассудку, который обсуждает и решает, к руке, которая выполняет, необходимо прибавить точность и быстроту, чтобы дать жизнь оружию.— Мольер

## История фехтования
Боевое фехтование — искусство владения боевым холодным оружием: мечом, шпагой, рапирой, саблей, кинжалом, ножом, секирой. В Древней Греции фехтование было одной из основных дисциплин для детей граждан с самого младшего возраста (5—11 лет). Преподавали фехтование и новобранцам-легионерам, и гладиаторам в Древнем Риме. В Средние века фехтование было одной из основных дисциплин в образовательной программе дворянина-рыцаря. Первый дошедший до нас учебник фехтования — Фехтбух из Тауера — относится к XIII веку, то есть он был написан за два века до шпаги, появившейся лишь в XV веке. Первоначально при фехтовании на боевых шпагах, представлявших собою длинные тонкие мечи со сложной гардой, использовались щиты, а затем и кинжалы. Только в наше время фехтование из боевого искусства превратилось в вид спорта.

## Виды фехтования
- Боевое фехтование — искусство владения ручным холодным оружием, практическая подготовка воина к реальному бою.
- Спортивное фехтование — вид спорта.
  - Артистическое фехтование — вид фехтования, целью которого является показать зрителям и судьям правдоподобный поединок на холодном оружии.
- Историческое фехтование — реконструкция, использующая старинную технику и тактику боя, копии старинного оружия, снаряжения и костюмов.
- Паралимпийское фехтование — фехтование на колясках.
- Сценическое фехтование — фехтование, направленное на зрелищный показ владения оружием. Преподают как дисциплину в театральных учебных заведениях.

### Спортивное фехтование
Главная цель спортивного состязания — нанести укол противнику и, соответственно, избежать укола самому. Победа присуждается тому, кто первым нанесёт сопернику определённое количество уколов в соответствии с правилами или нанесёт больше таких уколов за установленный промежуток времени. Даже в командных соревнованиях бои проводятся один на один. Бой между двумя фехтовальщиками на любом виде оружия проводится на специальной дорожке шириной 1,5—2 м и длиной 14 м, сделанной из электропроводящего материала, которая изолирована от регистрирующего уколы или удары аппарата.
Бой управляет и оценивает спортивный судья. Уколы и удары, нанесённые фехтовальщиками, регистрируют лампами на электрическом аппарате. Фиксируют их на основе электрической схемы, проходящей через оружие фехтовальщика и его одежду, связанных с аппаратом проводной системой. Арбитр оценивает удары и уколы, основываясь на показаниях регистрирующего аппарата при учёте правил боя в каждом виде фехтования. Бои в видах оружия имеют собственные специфические правила, позволяющие засчитывать уколы и удары или объявлять их недействительными. Также в спортивном фехтовании можно выполнять (брать) защиты.
Различают следующие виды спортивного фехтования в зависимости от используемого оружия:
- Фехтование на рапирах
- На шпагах
- На саблях
- На тростях
- На карабинах
- На тяжёлом клинковом оружии (историческое)
- Артистическое фехтование (арт-фехтование)

Как правило, судья отдаёт команды во время соревнования на французском языке. Различают следующие команды:
- Ан гард! (фр. En garde — «к бою») — сигнал о подготовке к соревнованию. Участники поединка должны занять позиции каждый за своей линией начала боя
- Эт ву прэ?[4] (Êtes-vous prêt — «вы готовы») — судья задаёт вопрос перед началом боя обоим участникам. Участник, не готовый к бою, должен подать сигнал судье, топнув ногой и подняв оружие вверх
- Алле! (Allez — «начинайте») — сигнал о начале боя. Участники вправе начать движение
- Альт! (Halte — «стой») — остановка боя
- А друа! (A droit — «направо») — укол присуждается фехтовальщику, находящемуся справа от главного судьи
- А гош! (A gauche — «налево») — укол присуждается фехтовальщику, находящемуся слева
- Па конте! (Pas compter — «не считать») — укол не присуждается никому

Фехтование входит в программу Олимпийских игр. Проводят также чемпионаты мира по фехтованию, с 1981 года — чемпионаты Европы, а также Кубок мира, национальные чемпионаты.

#### Фехтование на рапирах
Рапира спортивная — колющее оружие длиной не более 110 см и массой не более 500 г с клинком 4-гранного сечения длиной не более 90 см; кисть руки защищена круглой металлической га́рдой диаметром 12 см.
Мужчины и женщины соревнуются на рапирах в отдельных турнирах. Пружина в наконечнике рапиры настраивается на усилие 500 г. Кроме того, аппарат, фиксирующий уколы, не регистрирует касания продолжительностью менее 0,025 сек. Другие уколы аппарат фиксирует. Засчитываются действительными лишь уколы, нанесённые в металлизированную куртку (электрокуртку).
Поражаемая поверхность на фехтовальщике закрыта металлизированной курткой, укол в которую регистрируется цветной лампой на аппарате. Уколы в области, не закрытые металлизированной курткой, регистрируются белой лампой и считаются недействительными.
Поединок в фехтовании происходит на фехтовальной дорожке. Пересечение бойцом границы за его спиной карается штрафным уколом. При выходе бойцами за боковые границы дорожки бой останавливается, а нанесённые после этого уколы аннулируются.
Бой в фехтовании на рапирах сформировался на основе исторического развития холодного оружия. Боевое единоборство определяло необходимость уколоть и ранить противника. В то же время было важно избежать получения укола. Поскольку первоначально рапиру использовали в основном при обучении фехтованию, и было важно научить фехтовальщика не только атаковать, но и защищаться, то учитель задавал условия схватки. Поэтому основное современное правило определяет, что атака противника должна быть отражена прежде, чем начато ответное действие (правота атаки). Приоритет действия переходит от одного фехтовальщика к другому после активного действия на оружие соперника своим оружием (правота защиты). Преимущество определяет арбитр. Он останавливает действия, когда регистрирующий уколы аппарат сигнализирует об их нанесении. Тогда, ориентируясь на показания аппарата, арбитр присуждает укол или его аннулирует. Затем продолжает поединок.
В фехтовании запрещены столкновения бойцов телами, виновному в столкновении выносят предупреждение, повторное столкновение карается штрафным уколом. Кроме этого бой останавливается, если его участники оказываются за спиной друг друга.
В настоящее время с целью повышения качества судейства судья может использовать видеоповтор для принятия решения. Также каждый из бойцов может потребовать пересмотра решения судьи с использованием видеоповтора.

#### Фехтование на шпагах
Шпага спортивная — колющее оружие длиной не более 110 см и массой не более 770 г (некоторые спортсмены используют утяжелённые клинки); гибкий стальной клинок трёхгранного сечения; кисть руки защищена круглой гардой диаметром 13,5 см.
В боях на шпагах мужчины и женщины соревнуются в отдельных турнирах. Наконечник нуждается в давлении на него, по крайней мере, в 750 г, чтобы включился регистрирующий аппарат. Уколы наносят во все части тела спортсмена, кроме затылка. Оружие и фехтовальная дорожка изолированы от аппарата, и укол в них не регистрируется. Вместе с тем, в фехтовании на шпагах атака, выполняемая броском и заканчивающаяся положением «кор-а-кор» без грубости и резкости, не считается нарушением правил.
В фехтовании на шпагах не существует приоритета действий. Аппарат не фиксирует укол, нанесённый позже другого более, чем на 0,25 с. Одновременно нанесённые уколы взаимно регистрируются и присуждаются обоим фехтовальщикам. Лишь последние уколы в поединке при равном счёте нуждаются в повторе.

#### Фехтование на саблях
Сабля спортивная — рубяще-колющее оружие для спортивного фехтования длиной не более 105 см и массой не более 500 г с клинком трапециевидного сечения из стали длиной не более 88 см, с гардой специальной формы, защищающей кисть сверху и спереди при направлении клинка концом вверх.
Удары и уколы наносятся во все части тела фехтовальщика выше талии, включая руки (до запястья) и маску. Поражаемая поверхность закрыта защитной одеждой с серебряной стружкой, в то время как маска также находится в электрическом контакте с курткой. Удар и укол фиксируются цветной лампой на аппарате.
Бой на саблях отчасти является похожим на фехтование на рапирах. Те же основные правила определения победителя в схватке, где атакующий имеет преимущество перед контратакующим при одновременно нанесённых ударах или уколах. Фехтовальная фаза развивается от атаки к парированию и попытке нанесения ответа, переходом приоритета действия от одного фехтовальщика к другому. Главное же отличие в том, что саблей на практике наносят преимущественно удары, а не уколы, защититься от первых сложнее, и бой становится гораздо более динамичным.
В отличие от рапиры и шпаги, в фехтовании на саблях запрещён «скрёстный шаг вперёд» (скрёстный шаг назад — тоже не разрешён).

#### Арт-фехтование
Арт-фехтование — вид спортивной деятельности, выраженный в ведении условного постановочного поединка или выполнении упражнений с холодным оружием в соответствии с правилами соревнований.
Артистическое фехтование объединяет в себе фехтовальное искусство всех эпох, от античных веков до наших дней, а также включает «вневременное» фехтование.
В артистическом фехтовании обязательно используются режущие, ударные, колющие и рубяще-колющие виды оружия, соответствующие выбранной дисциплине.
Используемое оружие должно представлять собой аналог оружия военного либо гражданского типа; или же его описание должно быть в каком-либо печатном источнике.
В любом выступлении допускается использование сценических аналогов оружия любого континента и их бытовых имитаторов, а также спортивных снарядов, конструктивно сходных с оружием, но обязательным является наличие приёмов фехтования, характерных для одного из видов длинноклинкового (длиннодревкового) европейского холодного оружия.
При судейской оценке выступлений предпочтение отдаётся работе с оружием, максимально приближённым к оригиналу по весовым и размерным характеристикам.
В упражнениях «соло» и «группа» разрешены только европейские виды холодного оружия, а также допускается использование их имитаторов или бытовых аналогов.

#### Фехтование на карабинах
Карабин — огнестрельное оружие, появившееся как класс длинноствольного оружия в конце XVII века. В 1940—60-х годах в СССР существовал такой вид спорта, как фехтование на карабинах с эластичным штыком. Проводились чемпионаты СССР и вооружённых сил по штыковому бою. Эти соревнования являлись дополнительной подготовкой бойца к ведению рукопашной схватки с оружием в руках, психологической готовности к бою и психологической устойчивости во время схватки.

#### Фехтование на тростях
В 1635 году Мэтр Кудре определил фехтование как искусство пользоваться «оружием кисти» для атаки и защиты. Трость — это тоже оружие кисти. Практика работы с ней подобна основным правилам фехтования.
В спортивном варианте фехтования на тростях два бойца в защитном снаряжении (маска, нагрудник, перчатки, щитки на ногах), вооружённые гладкими деревянными палками длиной 95 см и массой 125—140 граммов, ведут бой в круге диаметром 6 м. Поединок фехтовальщиков длится 2 минуты. За это время необходимо нанести друг другу как можно больше колющих и рубящих ударов тростью в любую часть тела. Трость держат прямым хватом, вторая рука заложена за спину.
Как правило, трость имеет шарообразный набалдашник из слоновой кости или металла, которым наносят рубящие удары.

### Историческое фехтование
В настоящее время появляются и набирают популярность неофициальные спортивные соревнования по «историческому фехтованию» на тяжёлом клинковом оружии (в частности, на мечах). Этот вид фехтования становится более известным благодаря энтузиастам, увлекающимся исторической реконструкцией. Как правило, реконструкторы и любители данного направления фехтования применяют одно- или двуручные мечи массой от 1200 г до 4—5 кг. Защитой служат разнообразные доспехи: кольчуги, бригантины, латные панцири, исторические или стилизованные под конкретную историческую эпоху средства защиты. Проведение соревнований по данному виду фехтования держится на энтузиазме участников нескольких исторических и общественных движений, не имеет чётких единых правил и находится в стадии становления. Участие в таких соревнованиях является более травмоопасным по сравнению с официальными видами фехтования, так как бои идут в полный контакт.
Экипировка исторических фехтовальщиков отличается от экипировки реконструкторов большей практичностью в ущерб исторической достоверности. Так, к примеру, все шлемы должны обеспечивать защиту посредством жёсткой конструкции не только головы, но и лица. Поэтому к образцам, не имеющим защиты лица, либо в которых для защиты этой части тела используют кольчугу, спереди приваривают стальную решётку. К способам же изготовления экипировки выдвигают меньше требований, к оружию и доспехам в некоторых случаях может быть применена сварка, обработка современным инструментом; спортсмен может выступать в полностью современной обуви, если сочтёт её более удобной (в случае, если правила турнира запрещают наносить удары ниже колен).
К фехтованию на тяжёлом клинковом оружии относятся также бугуртные бои (5х5, 21х21) — массовые бои по примеру средневековых турниров, где, кроме одиночных, также проводились и групповые бои. Необычность этого вида спорта состоит в том, что для достижения победы команде необходимо сочетание физической силы спортсменов, воли, ловкости, командной тактики и стратегии и интеллекта каждого спортсмена. Соревнования в данной номинации проводятся по единым правилам по всей России.

### Паралимпийское фехтование
Паралимпийское фехтование имеет давнюю историю. Ещё в 1780 году доктор Тиссо (Франция) разработал методику, которую описал в книге под названием «Медицинская хирургическая гимнастика в гигиеническом аспекте. Упражнения с оружием». А в 1895 году француз Селестин Леконт разработал теорию, согласно которой занятия фехтованием обладают большим лечебным эффектом. Он описал пятнадцать болезней, вылеченных с помощью этого вида спорта.
Современная история паралимпийского фехтования, или, как его ещё называют, «фехтования в инвалидных колясках» (от англ. wheelchair fencing) начинается с 50-х годов прошлого века, когда сэром Людвигом Гатманном была предложена идея этой спортивной дисциплины. В те годы прошли и первые официальные соревнования по этому виду спорта.
В 1960 году фехтование было включено в программу первых Паралимпийских игр в Риме. С тех пор среди паралимпийцев регулярно проводятся чемпионаты Европы и мира, разыгрываются Кубки мира. И если в 1960 году в Риме фехтовальщики-паралимпийцы соревновались в трёх видах: в личных и командных соревнованиях по сабле среди мужчин и в личных соревнованиях по рапире среди женщин, — то в 2004 году на Паралимпийских играх в Афинах они разыграли в общей сложности 15 комплектов наград в категориях «A» и «B» (представители категории «C» в играх не участвуют). И мужчины, и женщины разыгрывают личное и командное первенство по рапире и шпаге, соревнования по сабле проводятся только среди мужчин. Командные соревнования имеют открытый характер, в них могут участвовать как представители категории «А», так и спортсмены, относящиеся к категории «В».
С развитием соответствующей техники менялись и правила соревнований. В отличие от классического фехтования, здесь бой ведётся в статичном положении на дорожке длиной 4 метра, при этом коляски при помощи специальных металлических конструкций фиксируются на месте. По правилам, тот из участников боя, у кого короче руки, выбирает дистанцию, на которой будет идти поединок. Во время схватки фехтовальщик должен держаться свободной рукой за кресло. Правила запрещают также приподниматься в кресле или отрывать ноги от подножки.
У рапиристов и саблистов поражаемая поверхность такая же, как в «обычном» фехтовании, у шпажистов — всё тело выше пояса. Попадания регистрируют с помощью электрофиксатора. Укол в поражаемую поверхность приносит очко.
Принадлежность к той или иной категории определяется характером заболевания и связанной с ним степенью подвижности спортсмена:
- к категории «A» относятся атлеты с ампутацией нижних конечностей и детским церебральным параличом (ДЦП);
- к категории «B» — спортсмены с травмами грудного отдела позвоночника;
- к категории «C» — фехтовальщики с травмами шейного отдела позвоночника.

Перед соревнованиями паралимпийцы в обязательном порядке проходят медицинское освидетельствование.
В России паралимпийское фехтование начало развиваться с 2005 года. В феврале на заседании исполкома Федерации фехтования России (ФФР) была создана комиссия ФФР по паралимпийскому фехтованию, которую возглавила Елена Белкина. В сентябре в МГСГИ из числа студентов 1—3 курсов была сформирована группа из 12 человек для занятий паралимпийским фехтованием. Уже в конце месяца эта группа под руководством самой Е. Белкиной и молодого тренера Екатерины Войновой приступила к тренировкам. Параллельно в Уфе была создана секция паралимпийского фехтования из 10 человек, которая работает под началом тренера Фарита Арсланова.
Ежегодно по всему миру проводятся турниры различных категорий, одним из таких является турнир по фехтованию, посвящённый Дню памяти и почестей, который проходит в Узбекистане каждую весну.[значимость факта?]